# Selbitzmühle
Selbitzmühle ist ein Gemeindeteil der Stadt Lichtenberg im Landkreis Hof (Oberfranken, Bayern). Selbitzmühle liegt in der Gemarkung Lichtenberg.

## Geografie
Die Einöde liegt im tief eingeschnittenen Tal der Selbitz und am Lohbach, der dort als linker Zufluss in die Selbitz mündet. Im Süden grenzt das Naturschutzgebiet Höllental an. In diesem liegen die Naturdenkmäler Drachenfels und Kesselfels. Die Staatsstraße 2196 führt zum Friedrich-Wilhelm-Stollen (0,1 km westlich) bzw. nach Blechschmidtenhammer (0,4 km nördlich). Ein Wirtschaftsweg führt die Selbitz entlang nach Höllenthal (0,8 km südöstlich).

## Geschichte
Selbitzmühle gehörte zur Realgemeinde Lichtenberg. Gegen Ende des 18. Jahrhunderts bestand Selbitzmühle aus einem Anwesen. Die Hochgerichtsbarkeit sowie die Grundherrschaft über die Mühle hatte das bayreuthische Kasten- und Richteramt Lichtenberg.
Von 1797 bis 1810 unterstand Selbitzmühle dem Justiz- und Kammeramt Hof. Infolge des Ersten Gemeindeedikts wurde Selbitzmühle dem 1812 gebildeten Steuerdistrikt Lichtenberg und der zugleich gebildeten Munizipalgemeinde Lichtenberg zugewiesen.

### Einwohnerentwicklung
| Jahr      | 1799  | 1819  | 1861   | 1871   | 1885   | 1900   | 1925   | 1950   | 1961   | 1970   | 1987  |
| Einwohner | 9     | *     | 8      | 8      | 10     | 14     | 8      | 10     | 5      | 3      | 5     |
| Häuser    | 1     |       |        |        | 1      | 1      | 1      | 1      | 1      |        | 2     |
| Quelle    | [ 8 ] | [ 9 ] | [ 10 ] | [ 11 ] | [ 12 ] | [ 13 ] | [ 14 ] | [ 15 ] | [ 16 ] | [ 17 ] | [ 1 ] |

## Religion
Selbitzmühle ist evangelisch-lutherisch geprägt und bis heute nach St. Johannes (Lichtenberg) gepfarrt.